# SuperLiga (2015)
SuperLiga (2015) (od nazwy głównego sponsora SuperLiga CEC Bank) – piąta edycja zreformowanej najwyższej klasy rozgrywkowej w rugby union w Rumunii, a jednocześnie dziewięćdziesiąte dziewiąte mistrzostwa kraju. Zawody odbywały się w dniach 28 marca – 5 grudnia 2015 roku, a tytułu broniła drużyna CSM Universitatea Baia Mare. Zajęła ona drugie miejsce ulegając w finale RCM Timișoara.
Mecze o medale były transmitowane na żywo przez stację TVR2. W finale spotkały się dwie najwyżej rozstawione drużyny, które łącznie zwyciężały w poprzednich sześciu sezonach ligowych. Lepsi w nim okazali się zawodnicy Timișoara Saracens, którzy pokonali obrońców tytułu z Baia Mare, brąz przypadł zaś stołecznemu zespołowi CSM Olimpia.
Po zakończonych rozgrywkach zostały udostępnione statystyki punktowe i fair play, zarówno zespołowe, jak i indywidualne – najwięcej punktów zdobył Valentin Calafeteanu, zaś w klasyfikacji przyłożeń z ośmioma zwyciężył Tangimana Fonovai. W rozgrywkach wzięło udział ponad siedemdziesięciu obcokrajowców.

## System rozgrywek
Jako że w poprzedniej edycji bezpośrednich spadków nie przewidziano, stawkę uczestników SuperLigi miał jedynie uzupełnić triumfator Divizia Națională, RC Bârlad. Z powodów finansowych odmówił on jednak uczestnictwa w rozgrywkach, toteż na początku grudnia 2014 roku Federațiă Română de Rugby ogłosiła nowy system rozgrywek potwierdzając go pod koniec stycznia 2015 roku. Rozgrywki ligowe prowadzone miały być w pierwszej fazie systemem kołowym według modelu dwurundowego w okresie wiosna-jesień, po czym nastąpić miała faza pucharowa. Bezpośredni awans do półfinałów uzyskać miał lider ligowej tabeli, reszta zespołów miała zaś walczyć w trzech parach o pozostałe trzy miejsca w półfinałach. Jeszcze w lutym 2015 roku RCJ Farul Constanța potwierdzał swój udział w rozgrywkach, w następnym miesiącu ogłosił jednak wycofanie się z zawodów, co pociągnęło za sobą zmianę w fazie play-off – bezpośredni awans do półfinałów uzyskać miały dwie czołowe drużyny po fazie zasadniczej.

## Drużyny
| Klub                         | Miasto      | 2014 |
| ---------------------------- | ----------- | ---- |
| CSM Universitatea Baia Mare  | Baia Mare   | 1.   |
| RCJ Farul Constanța          | Konstanca   | 2.   |
| Timișoara Saracens           | Timișoara   | 3.   |
| Dinamo Bukareszt             | Bukareszt   | 4.   |
| CS Universitatea Cluj-Napoca | Kluż-Napoka | 5.   |
| Steaua Bukareszt             | Bukareszt   | 6.   |
| CSM Olimpia Bukareszt        | Bukareszt   | 7.   |

## Faza grupowa
| 28 marca 201511:00 | CSM Universitatea Baia Mare | 19:5 | CSM Olimpia Bukareszt | Stadionul Lascăr Ghineț, Baia Mare |
| 28 marca 201511:00 |                             | 19:5 |                       | Stadionul Lascăr Ghineț, Baia Mare |

| 29 marca 201511:00 | Timișoara Saracens | 30:28 | Steaua Bukareszt | Stadion Dan Păltinișanu, Timișoara |
| 29 marca 201511:00 |                    | 30:28 |                  | Stadion Dan Păltinișanu, Timișoara |

| 29 marca 201511:00 | Dinamo Bukareszt | 16:14 | CS Universitatea Cluj-Napoca | Stadion Florea Dumitrache, Bukareszt |
| 29 marca 201511:00 |                  | 16:14 |                              | Stadion Florea Dumitrache, Bukareszt |

| 4 kwietnia 201513:00 | CSM Olimpia Bukareszt | 22:23 | CS Universitatea Cluj-Napoca | Stadionul Arcul de Triumf, Bukareszt |
| 4 kwietnia 201513:00 |                       | 22:23 |                              | Stadionul Arcul de Triumf, Bukareszt |

| 3 kwietnia 201515:00 | Steaua Bukareszt | 26:13 | Dinamo Bukareszt | Ghencea, Bukareszt |
| 3 kwietnia 201515:00 |                  | 26:13 |                  | Ghencea, Bukareszt |

| 4 kwietnia 201511:00 | CSM Universitatea Baia Mare | 19:24 | Timișoara Saracens | Stadionul Lascăr Ghineț, Baia Mare |
| 4 kwietnia 201511:00 |                             | 19:24 |                    | Stadionul Lascăr Ghineț, Baia Mare |

| 11 kwietnia 201511:00 | Timișoara Saracens | 12:12 | CSM Olimpia Bukareszt | Stadion Dan Păltinișanu, Timișoara |
| 11 kwietnia 201511:00 |                    | 12:12 |                       | Stadion Dan Păltinișanu, Timișoara |

| 10 kwietnia 201513:00 | Dinamo Bukareszt | 35:33 | CSM Universitatea Baia Mare | Stadion Florea Dumitrache, Bukareszt |
| 10 kwietnia 201513:00 |                  | 35:33 |                             | Stadion Florea Dumitrache, Bukareszt |

| 10 kwietnia 201509:30 | CS Universitatea Cluj-Napoca | 13:17 | Steaua Bukareszt | Parcul Sportiv Iuliu Hațieganu, Kluż-Napoka |
| 10 kwietnia 201509:30 |                              | 13:17 |                  | Parcul Sportiv Iuliu Hațieganu, Kluż-Napoka |

| 18 kwietnia 201511:00 | CSM Olimpia Bukareszt | 13:13 | Steaua Bukareszt | Stadionul Arcul de Triumf, Bukareszt |
| 18 kwietnia 201511:00 |                       | 13:13 |                  | Stadionul Arcul de Triumf, Bukareszt |

| 18 października 201511:00 | CSM Universitatea Baia Mare | 26:5 | CS Universitatea Cluj-Napoca | Stadionul Lascăr Ghineț, Baia Mare |
| 18 października 201511:00 |                             | 26:5 |                              | Stadionul Lascăr Ghineț, Baia Mare |

| 18 kwietnia 201513:00 | Timișoara Saracens | 39:15 | Dinamo Bukareszt | Stadionul Gheorghe Rășcanu, Timișoara |
| 18 kwietnia 201513:00 |                    | 39:15 |                  | Stadionul Gheorghe Rășcanu, Timișoara |

| 25 kwietnia 201511:00 | Dinamo Bukareszt | 19:23 | CSM Olimpia Bukareszt | Stadion Florea Dumitrache, Bukareszt |
| 25 kwietnia 201511:00 |                  | 19:23 |                       | Stadion Florea Dumitrache, Bukareszt |

| 25 kwietnia 201513:00 | CS Universitatea Cluj-Napoca | 14:48 | Timișoara Saracens | Parcul Sportiv Iuliu Hațieganu, Kluż-Napoka |
| 25 kwietnia 201513:00 |                              | 14:48 |                    | Parcul Sportiv Iuliu Hațieganu, Kluż-Napoka |

| 31 października 201511:00 | Steaua Bukareszt | 26:21 | CSM Universitatea Baia Mare | Ghencea, Bukareszt |
| 31 października 201511:00 |                  | 26:21 |                             | Ghencea, Bukareszt |

| 24 października 201511:00 | CSM Olimpia Bukareszt | 14:36 | CSM Universitatea Baia Mare | Stadionul Olimpia, Bukareszt |
| 24 października 201511:00 |                       | 14:36 |                             | Stadionul Olimpia, Bukareszt |

| 2 maja 201511:00 | Steaua Bukareszt | 31:18 | Timișoara Saracens | Ghencea, Bukareszt |
| 2 maja 201511:00 |                  | 31:18 |                    | Ghencea, Bukareszt |

| 2 maja 201513:00 | CS Universitatea Cluj-Napoca | 14:17 | Dinamo Bukareszt | Parcul Sportiv Iuliu Hațieganu, Kluż-Napoka |
| 2 maja 201513:00 |                              | 14:17 |                  | Parcul Sportiv Iuliu Hațieganu, Kluż-Napoka |

| 9 maja 201513:00 | CS Universitatea Cluj-Napoca | 20:41 | CSM Olimpia Bukareszt | Parcul Sportiv Iuliu Hațieganu, Kluż-Napoka |
| 9 maja 201513:00 |                              | 20:41 |                       | Parcul Sportiv Iuliu Hațieganu, Kluż-Napoka |

| 9 maja 201511:00 | Dinamo Bukareszt | 22:30 | Steaua Bukareszt | Stadion Florea Dumitrache, Bukareszt |
| 9 maja 201511:00 |                  | 22:30 |                  | Stadion Florea Dumitrache, Bukareszt |

| 9 maja 201516:00 | Timișoara Saracens | 33:14 | CSM Universitatea Baia Mare | Stadionul Gheorghe Rășcanu, Timișoara |
| 9 maja 201516:00 |                    | 33:14 |                             | Stadionul Gheorghe Rășcanu, Timișoara |

| 15 maja 201518:15 | CSM Olimpia Bukareszt | 18:27 | Timișoara Saracens | Stadionul Arcul de Triumf, Bukareszt |
| 15 maja 201518:15 |                       | 18:27 |                    | Stadionul Arcul de Triumf, Bukareszt |

| 16 maja 201513:00 | CSM Universitatea Baia Mare | 32:0 | Dinamo Bukareszt | Stadionul Lascăr Ghineț, Baia Mare |
| 16 maja 201513:00 |                             | 32:0 |                  | Stadionul Lascăr Ghineț, Baia Mare |

| 16 maja 201511:00 | Steaua Bukareszt | 36:12 | CS Universitatea Cluj-Napoca | Ghencea, Bukareszt |
| 16 maja 201511:00 |                  | 36:12 |                              | Ghencea, Bukareszt |

| 23 maja 201511:00 | Steaua Bukareszt | 23:42 | CSM Olimpia Bukareszt | Ghencea, Bukareszt |
| 23 maja 201511:00 |                  | 23:42 |                       | Ghencea, Bukareszt |

| 23 maja 201515:00 | CS Universitatea Cluj-Napoca | 18:39 | CSM Universitatea Baia Mare | Parcul Sportiv Iuliu Hațieganu, Kluż-Napoka |
| 23 maja 201515:00 |                              | 18:39 |                             | Parcul Sportiv Iuliu Hațieganu, Kluż-Napoka |

| 23 maja 201513:00 | Dinamo Bukareszt | 23:34 | Timișoara Saracens | Stadion Florea Dumitrache, Bukareszt |
| 23 maja 201513:00 |                  | 23:34 |                    | Stadion Florea Dumitrache, Bukareszt |

| 29 maja 201518:15 | CSM Olimpia Bukareszt | 15:22 | Dinamo Bukareszt | Stadionul Arcul de Triumf, Bukareszt |
| 29 maja 201518:15 |                       | 15:22 |                  | Stadionul Arcul de Triumf, Bukareszt |

| 31 października 201513:00 | Timișoara Saracens | 45:16 | CS Universitatea Cluj-Napoca | Stadionul Gheorghe Rășcanu, Timișoara |
| 31 października 201513:00 |                    | 45:16 |                              | Stadionul Gheorghe Rășcanu, Timișoara |

| 30 maja 201511:00 | CSM Universitatea Baia Mare | 36:20 | Steaua Bukareszt | Stadionul Lascăr Ghineț, Baia Mare |
| 30 maja 201511:00 |                             | 36:20 |                  | Stadionul Lascăr Ghineț, Baia Mare |

## Faza pucharowa
|  |                              |                              |          |                       |                             |                             |                             |                   |                    |                    |        |        |        |
|  | Play-off                     | Play-off                     | Play-off |                       |                             | Półfinały                   | Półfinały                   | Półfinały         |                    |                    | Finały | Finały | Finały |
|  | Play-off                     | Play-off                     | Play-off |                       |                             | Półfinały                   | Półfinały                   | Półfinały         |                    |                    | Finały | Finały | Finały |
|  |                              |                              |          |                       |                             |                             |                             |                   |                    |                    |        |        |        |
|  |                              |                              |          |                       |                             |                             |                             |                   |                    |                    |        |        |        |
|  |                              |                              |          | 1                     | Timișoara Saracens          | 34                          |                             |                   |                    |                    |        |        |        |
|  |                              |                              |          | 1                     | Timișoara Saracens          | 34                          |                             |                   |                    |                    |        |        |        |
|  | 4                            | CSM Olimpia Bukareszt        | 27       |                       |                             | 5                           | CSM Olimpia Bukareszt       | 10                |                    |                    |        |        |        |
|  | 4                            | CSM Olimpia Bukareszt        | 27       |                       |                             | 5                           | CSM Olimpia Bukareszt       | 10                |                    |                    |        |        |        |
|  | 5                            | Dinamo Bukareszt             | 22       |                       |                             |                             |                             |                   | Timișoara Saracens | Timișoara Saracens | 18     |        |        |
|  | 5                            | Dinamo Bukareszt             | 22       |                       |                             |                             |                             |                   | Timișoara Saracens | Timișoara Saracens | 18     |        |        |
|  |                              |                              |          |                       |                             | CSM Universitatea Baia Mare | CSM Universitatea Baia Mare | 15                |                    |                    |        |        |        |
|  |                              |                              |          |                       |                             | CSM Universitatea Baia Mare | CSM Universitatea Baia Mare | 15                |                    |                    |        |        |        |
|  |                              |                              |          | 2                     | CSM Universitatea Baia Mare | 19                          |                             |                   |                    |                    |        |        |        |
|  |                              |                              |          | 2                     | CSM Universitatea Baia Mare | 19                          |                             |                   |                    |                    |        |        |        |
|  | 3                            | Steaua Bukareszt             | 48       |                       |                             | 3                           | Steaua Bukareszt            | 13                |                    |                    |        |        |        |
|  | 3                            | Steaua Bukareszt             | 48       |                       |                             | 3                           | Steaua Bukareszt            | 13                |                    |                    |        |        |        |
|  | 6                            | CS Universitatea Cluj-Napoca | 8        |                       |                             |                             |                             |                   |                    |                    |        |        |        |
|  | 6                            | CS Universitatea Cluj-Napoca | 8        |                       |                             |                             |                             |                   |                    |                    |        |        |        |
|  |                              |                              |          | Mecz o 5. miejsce     | Mecz o 5. miejsce           | Mecz o 5. miejsce           | Mecz o 3. miejsce           | Mecz o 3. miejsce | Mecz o 3. miejsce  |                    |        |        |        |
|  |                              |                              |          | Mecz o 5. miejsce     | Mecz o 5. miejsce           | Mecz o 5. miejsce           | Mecz o 3. miejsce           | Mecz o 3. miejsce | Mecz o 3. miejsce  |                    |        |        |        |
|  |                              |                              |          |                       |                             |                             |                             |                   |                    |                    |        |        |        |
|  |                              |                              |          |                       |                             |                             |                             |                   |                    |                    |        |        |        |
|  | Dinamo Bukareszt             | Dinamo Bukareszt             | 15 30    | CSM Olimpia Bukareszt | CSM Olimpia Bukareszt       | 21                          |                             |                   |                    |                    |        |        |        |
|  | Dinamo Bukareszt             | Dinamo Bukareszt             | 15 30    | CSM Olimpia Bukareszt | CSM Olimpia Bukareszt       | 21                          |                             |                   |                    |                    |        |        |        |
|  | CS Universitatea Cluj-Napoca | CS Universitatea Cluj-Napoca | 26 29    | Steaua Bukareszt      | Steaua Bukareszt            | 8                           |                             |                   |                    |                    |        |        |        |
|  | CS Universitatea Cluj-Napoca | CS Universitatea Cluj-Napoca | 26 29    | Steaua Bukareszt      | Steaua Bukareszt            | 8                           |                             |                   |                    |                    |        |        |        |

Play-off
| 7 listopada 201514:00 | CSM Olimpia Bukareszt | 27:22 | Dinamo Bukareszt | Stadionul Olimpia, Bukareszt |
| 7 listopada 201514:00 |                       | 27:22 |                  | Stadionul Olimpia, Bukareszt |

| 7 listopada 201511:00 | Steaua Bukareszt | 48:8 | CS Universitatea Cluj-Napoca | Ghencea, Bukareszt |
| 7 listopada 201511:00 |                  | 48:8 |                              | Ghencea, Bukareszt |

Mecze o 5. miejsce
| 14 listopada 201511:00 | CS Universitatea Cluj-Napoca | 26:15 | Dinamo Bukareszt | Parcul Sportiv Iuliu Hațieganu, Kluż-Napoka |
| 14 listopada 201511:00 |                              | 26:15 |                  | Parcul Sportiv Iuliu Hațieganu, Kluż-Napoka |

| 21 listopada 201511:00 | Dinamo Bukareszt | 30:29 | CS Universitatea Cluj-Napoca | Stadion Florea Dumitrache, Bukareszt |
| 21 listopada 201511:00 |                  | 30:29 |                              | Stadion Florea Dumitrache, Bukareszt |

Półfinały
| 28 listopada 201511:00 | Timișoara Saracens | 34:10 | CSM Olimpia Bukareszt | Stadionul Gheorghe Rășcanu, Timișoara |
| 28 listopada 201511:00 |                    | 34:10 |                       | Stadionul Gheorghe Rășcanu, Timișoara |

| 28 listopada 201513:00 | CSM Universitatea Baia Mare | 19:13 | Steaua Bukareszt | Stadionul Lascăr Ghineț, Baia Mare |
| 28 listopada 201513:00 |                             | 19:13 |                  | Stadionul Lascăr Ghineț, Baia Mare |

Mecz o 3. miejsce
| 4 grudnia 201513:00 | CSM Olimpia Bukareszt | 21:8 | Steaua Bukareszt | Ghencea, Bukareszt |
| 4 grudnia 201513:00 |                       | 21:8 |                  | Ghencea, Bukareszt |

Mecz o 1. miejsce
| 5 grudnia 201513:00 | Timișoara Saracens | 18:15 | CSM Universitatea Baia Mare | Stadionul Lascăr Ghineț, Baia Mare |
| 5 grudnia 201513:00 |                    | 18:15 |                             | Stadionul Lascăr Ghineț, Baia Mare |

## Klasyfikacja końcowa
| Miejsce | Klub                         | Składy | Uwagi  |
| ------- | ---------------------------- | ------ | ------ |
| 1       | Timișoara Saracens           |        | złoto  |
| 2       | CSM Universitatea Baia Mare  |        | srebro |
| 3       | CSM Olimpia Bukareszt        |        | brąz   |
| 4       | Steaua Bukareszt             |        | -      |
| 5       | CS Universitatea Cluj-Napoca |        | -      |
| 6       | Dinamo Bukareszt             |        | -      |

## Statystyki
| Poz. | Nazwisko             | Drużyna                     | Punkty |
| ---- | -------------------- | --------------------------- | ------ |
| 1.   | Valentin Calafeteanu | Timișoara Saracens          | 119    |
| 2.   | Luke Samoa           | CSM Universitatea Baia Mare | 103    |
| 3.   | Dănuț Dumbravă       | Steaua Bukareszt            | 95     |
| 4.   | Florin Vlaicu        | CSM Olimpia Bukareszt       | 81     |
| 5.   | Eugene Jantjies      | Dinamo Bukareszt            | 50     |